# Tillandsia 'Do-Ra-Me'
Tillandsia 'Do-Ra-Me' es un  cultivar híbrido del género Tillandsia perteneciente a la familia  Bromeliaceae.
Es un híbrido creado en el año 1998 con la especie Tillandsia ixioides × Tillandsia jucunda.